# Gentiana cuneibarba
Gentiana cuneibarba là một loài thực vật có hoa trong họ Long đởm. Loài này được Harry Sm. mô tả khoa học đầu tiên năm 1926.